# Arno Halusa
Arno Josef Emil Anton Halusa (* 13. August 1911 in Lans, Österreich-Ungarn; † 26. Juni 1979 in Wien) war ein österreichischer Jurist, Beamter und Diplomat, der als österreichischer Botschafter in Indien, Thailand und den Vereinigten Staaten tätig war. Von 1977 bis zu seinem Tod war er zudem Generalsekretär der Industriellenvereinigung.

## Leben und Wirken
Arno Halusa wurde am 13. August 1911 in Lans als Sohn des Juristen, Beamten und Lyrikers Josef Halusa (* 22. Januar 1878, 23. Januar 1877 oder 27. Januar 1877 in Frainspitz, Mähren; † 26. Dezember 1951 in Wien), der zur damaligen Zeit als Ministerialbeamter an der Errichtung des Ministeriums für soziale Verwaltung beteiligt war, und dessen Ehefrau Maria (geborene Köllensperger; * 13. Februar 1883 in Innsbruck; † Mai/Juni 1984) geboren. Seine Großeltern väterlicherseits waren Josef und Johan(n)a Halusa (geborene Dungl); die Großeltern mütterlicherseits waren Anton und Mathilde Köllensperger (geborene Mutschlechner?). Sein Onkel Tezelin Halusa (* 6. November 1870 in Frainspitz; † 28. September 1953 in Heiligenkreuz), der Bruder seines Vaters, war ein Zisterzienser und Schriftsteller.
Nachdem er seine Schulbildung erfolgreich abgeschlossen und zuletzt von 1927 bis 1930 das Schottengymnasium besucht hatte, begann er in weiterer Folge ein Studium an der Rechts- und Staatswissenschaftlichen Fakultät der Universität Wien, das er im Jahre 1934 mit der Promotion zum Doktor der Rechte abschloss. Parallel dazu studierte er an der Sciences Po in Paris, welche er im Juli 1932 mit einem Diplom der Section Diplomatique abschloss. Anders als im Biographischen Handbuch des Höheren Auswärtigen Dienstes 1918 bis 1959 angegeben, war Arno Halusa kein Mitglied der Studentenverbindung Norica. Gleich im Anschluss seines Studiums trat er in den Staatsdienst ein und war anfangs beim österreichischen Außenministerium tätig, ehe er von 1935 bis 1938 als Vizekonsul nach New York City entsandt wurde. Nach dem Anschluss Österreichs wurde er zuerst zur deutschen Gesandtschaft nach Quito, Ecuador, entsandt und in weiterer Folge zur deutschen Gesandtschaft nach Bangkok, Thailand. Erst nach dem Zweiten Weltkrieg kehrte Halusa wieder nach Österreich zurück, ehe er diverse diplomatische Posten in Europa annahm. So war er als Diplomat unter anderem in Rumänien, Frankreich, Spanien und Portugal tätig. In den Jahren 1953/54 war er stellvertretender Direktor für politische Angelegenheiten und dann Direktor des Generalsekretariats des österreichischen Außenministeriums.
In dieser Zeit wurde der Grundstein für den Österreichischen Staatsvertrag von 1955 mit den Großmächten gelegt, der Österreich, das 1948 als Republik unter alliierter Besatzung wiederhergestellt worden war, seine volle Unabhängigkeit und Neutralität verlieh. Nach weiterer Tätigkeit als Gesandter in Thailand – laut verschiedenen Meldungen war er von 1954 bis 1958 sogar Botschafter in Thailand –, Indonesien, den Philippinen und Kambodscha wurde Halusa während der österreichischen Regierung unter Julius Raab und der indischen Regierung unter Jawaharlal Nehru im Jahre 1958 zum österreichischen Botschafter in Indien ernannt. Er trat dabei die Nachfolge von Albin von Lennkh zu Burgheim und Gansheim (1905–1982), der dieses Amt seit 1953 innehatte, an und bekleidete das Amt des Botschafters selbst bis 1962. Er wurde ab 1963 durch Georg Schlumberger von Goldeck (1913–1983) abgelöst. Nach seiner Rückkehr nach Österreich trat er von 1964 bis 1968 als Ständiger Vertreter Österreichs bei der OECD in Paris in Erscheinung. Er war häufig Delegierter der Generalversammlung der Vereinten Nationen und zahlreicher anderer Konferenzen.
Unter dem österreichischen Bundespräsidenten Franz Jonas und dem US-amerikanischen Präsidenten Richard Nixon wurde er 1972 Österreichischer Botschafter in den Vereinigten Staaten. Dabei trat er die Nachfolge von Karl Gruber an und wurde selbst im Jahr 1976 durch Karl Herbert Schober ersetzt. Als Botschafter in den Vereinigten Staaten hielt er in verschiedenen Teilen des Landes Vorträge über das Weltgeschehen. Nach seiner Rückkehr nach Österreich zog er sich aus dem Staatsdienst zurück, wurde 1977 zum Generalsekretär der Industriellenvereinigung gewählt und bekleidete dieses Amt bis zu seinem Tod im Jahr 1979. Am 26. Juni 1979 starb Halusa 67-jährig in Wien an den Folgen einer Lungenentzündung. Er wurde von seiner Frau Constance (geborene Monro; * 9. Oktober 1915; † Dezember 1990), seinem Sohn Martin, seiner Tochter Ruth Mayrhofer-Grünbühel (ihr Ehemann stammte aus der Familie Mayerhofer von Grünbühel ab), sowie seiner Mutter Maria (* 13. Februar 1883; † Mai/Juni 1984), seiner Schwester Editha „Edith“ Mathilde Maria Halusa (* 31. Juli 1914; † 21. November 2016), einer Bibliothekarin, und drei Enkelkindern überlebt.
Am 29. Juni 1979 wurde er im Familiengrab auf dem Döblinger Friedhof (Gruppe 19, Reihe 13, Nummer 5) beerdigt.